# Shuumatsu no Harem: Fantasia
Shuumatsu no Harem: Fantasia (яп. 終末のハーレム ファンタジア Сюмаатцу: но:харему: фентазиу, Тотальный Гарем: Фантазия) — спин-офф манга от автора Линк с иллюстрациями Савана. Манга издаётся в журнале Ultra Jump от издательства Shueisha с 2018 года. «Тотальный Гарем: Фантазия» издаётся в журнале Ultra Jump начиная с 19 апреля 2018 года. Она также публикуется в цифровом журнале Shōnen Jump + и приложении Young Jump! Seven Seas Entertainment лицензировали мангу для выпуска на английском языке под своим названием Ghost Ship для взрослых читателей. С 19 мая 2020 года спин-офф-сериал под названием «Тотальный Гарем: Академия фантазий» (англ. World's End Harem: Fantasia Academy) с участием персонажей в современной школьной обстановке начался в Ultra Jump .

## Сюжет
Мир постигла катастрофа. Однажды герой — Арк, будучи молодым наследником престола в своей крошечной стране, узнаёт, что в его теле можно пробудить могущественную силу — «Махт». Заключив контракт с Жрицей по имени Лати, юный наследник получает мощь, которой позавидовал бы сам правитель! Арку ещё предстоит узнать, насколько велики его возможности.

## Персонажи
Арк (яп.  Арку)
Лати (яп.  Ратти)

## Медиа

### Манга
Начала издаваться 19 апреля 2018 года, в журнале Ultra Jump и цифровых приложениях "Shōnen Jump +" и "Young Jump!" от издательства Shueisha. В США и Канаде, издательство Seven Seas Entertainment лицензировала мангу для выпуска на английском языке в журнале Ghost Ship для взрослых читателей. Помимо Фантазии, с 19 мая 2020 года, стартовал ещё один спин-офф под названием «World End Harem: Fantasia Academy» с участием персонажей в современной школьной обстановке, которая издаётся в Ultra Jump.
| № | Японский язык   | Японский язык          | Английский язык  | Английский язык        |
| № | Дата публикации | ISBN                   | Дата публикации  | ISBN                   |
| - | --------------- | ---------------------- | ---------------- | ---------------------- |
| 1 | 2 ноября 2018   | ISBN 978-4-08-891129-8 | 24 сентября 2019 | ISBN 978-1-947804-63-0 |
| 2 | 4 марта 2019    | ISBN 978-4-08-891247-9 | 25 февраля 2020  | ISBN 978-1-947804-64-7 |
| 3 | 2 августа 2019  | ISBN 978-4-08-891353-7 | 27 октября 2020  | ISBN 978-1-947804-73-9 |
| 4 | 4 января 2020   | ISBN 978-4-08-891470-1 | —                |                        |

## Примечание
1. ↑  Series: World’s End Harem: Fantasia (англ.). Seven Seas Entertainment. Дата обращения: 12 мая 2020. Архивировано 14 августа 2020 года.
2. 1 2  ja:「終末のハーレム」がダークファンタジーに、新シリーズ「ファンタジア」がUJで (яп.). Natalie (19 апреля 2018). Дата обращения: 12 мая 2020. Архивировано 23 декабря 2019 года.
3. ↑  The Franchise Goes Medieval in Seven Seas' Ghost Ship Imprint License of World's End Harem: Fantasia Manga (англ.). Seven Seas Entertainment via Anime News Network (18 апреля 2019). — «From LINK, the writer of Ghost Ship's science fiction bestseller World’s End Harem, comes an all-new tale in a world of swords and sorcery.» Дата обращения: 12 мая 2020. Архивировано 18 апреля 2019 года.
4. 1 2  Loo, Egan. Seven Seas Licenses World's End Harem: Fantasia, Destiny Lovers, Saki the Succubus Hungers Tonight Manga (англ.). Anime News Network (18 апреля 2019). Дата обращения: 12 мая 2020. Архивировано 15 декабря 2020 года.
5. ↑  Pineda, Rafael Antonio. World's End Harem: Fantasia Manga Gets Academy Spinoff Manga (англ.). Anime News Network (17 апреля 2020). Дата обращения: 13 мая 2020. Архивировано 7 июня 2020 года.
6. ↑  終末のハーレム ファンタジア 1 (яп.). Shueisha. Дата обращения: 12 мая 2020. Архивировано 3 июня 2020 года.
7. ↑  World’s End Harem: Fantasia Vol. 1 (англ.). Seven Seas Entertainment. Дата обращения: 12 мая 2020. Архивировано 9 марта 2020 года.
8. ↑  終末のハーレム ファンタジア 2 (яп.). Shueisha. Дата обращения: 12 мая 2020. Архивировано 3 июня 2020 года.
9. ↑  World’s End Harem: Fantasia Vol. 2 (англ.). Seven Seas Entertainment. Дата обращения: 12 мая 2020. Архивировано 12 апреля 2020 года.
10. ↑  終末のハーレム ファンタジア 2 (яп.). Shueisha. Дата обращения: 12 мая 2020. Архивировано 3 июня 2020 года.
11. ↑  World’s End Harem: Fantasia Vol. 3 (англ.). Seven Seas Entertainment. Дата обращения: 12 мая 2020. Архивировано 4 июля 2020 года.
12. ↑  終末のハーレム ファンタジア 4 (яп.). Shueisha. Дата обращения: 12 мая 2020. Архивировано 13 августа 2020 года.